# ウインター・オブ'88
『ウインター・オブ'88』（原題：The Winter of '88）は、アメリカ合衆国のブルース・ミュージシャン、ジョニー・ウィンターが1988年に発表したスタジオ・アルバム。MCAレコードから発売され、ウィンターにとって8年ぶりとなるメジャー・レーベルからのリリースとなった。

## 解説
本作をプロデュースしたテリー・マニングは、ZZトップの多数のアルバムでレコーディング・エンジニアを務めてきたことで知られる。マニングは本作の制作当時、ポップなサウンドを求めるレーベルやマネージメントと、ストレートなブルースを指向していたウィンターの間で板挟みとなったという。なお、晩年のウィンターのバンドに所属していたポール・ネルソンによれば、ウィンター自身は本作のサウンドを気に入っていなかった。
LPは10曲入りで発売され、CDは「マザー・アース」と「イット・ウィル・ビー・ミー」の2曲が追加された。
William Ruhlmannはオールミュージックにおいて5点満点中3点を付け「マニングはウィンターをよりコマーシャルな方向性、とりわけZZトップのシンセサイザーを多用したブギーへ移行させようと意図していたように思える」と評している。

## 収録曲
1. クロース・トゥ・ミー - "Close to Me" (Jerry Lynn Williams) - 4:35
2. レイン - "Rain" (Dan Daley) - 5:31
3. ストレンジャー・ブルース - "Stranger Blues" (Clarence Lewis, Elmore James, Morris Levy) - 4:08
4. ジャスト・ライク・ア・ウーマン - "Ain't That Just Like a Woman" (Claude Demetrius, Fleecie Moore) - 3:00
5. ワールド・オブ・コントラディクションズ - "World of Contradictions" (Johnny Winter) - 4:20
6. ライトニング - "Lightning" (Bleu Jackson, Fred James) - 5:43
7. ルッキング・フォー・トラブル - "Looking for Trouble" (Tom Larsen) - 3:58
8. ショウ・ミー - "Show Me" (J. L. Williams) - 4:46
9. エニシング・フォー・ユア・ラヴ - "Anything for Your Love" (J. L. Williams) - 4:05
10. ルック・アウェイ - "Look Away" (Terry Manning) - 6:00
11. マザー・アース - "Mother Earth" (Lewis Simpkins, Peter Chatman) - 5:51
12. イット・ウィル・ビー・ミー - "It'll Be Me" (Jack Clement) - 2:33

## 参加ミュージシャン
- ジョニー・ウィンター - ボーカル、ギター
- テリー・マニング - キーボード、バッキング・ボーカル
- ジョン・パリス - ベース、ハーモニカ
- トム・コンプトン - ドラムス
- ウィリアム・ブラウン - バッキング・ボーカル(#1)
- レスター・スネル - キーボード(#9)